# Большая Кульга
Большая Кульга (Олы Көлгә) — село в Рыбно-Слободском районе Республики Татарстан. Административный центр Большекульгинского сельского поселения.
Расположено на правом притоке реки Суша в 16 км к востоку от поселка городского типа Рыбная Слобода.

## История
Поселение основано в период Казанского ханства. Предположительно название происходит от «куль» (тат.) — озеро.
В дореволюционных источниках известно под названиями Кульга, Архангельское. До реформы 1861 года жители относились к категории помещичьих крестьян. Крестьяне были крепостными Елизаветы Алексеевны Безобразовой и Софьи Александровны Оман. Занимались земледелием, разведением скота, бондарным промыслом, обработкой древесины и изготовлением деревянной посуды и утвари. Православный приход в селе существовал с 1758 года. В 1840 году на средства помещицы Безобразовой Е. А. была построена каменная Михаило-Архангельская церковь (памятник архитектуры).
В начале XX века в Большой Кульге функционировали земская школа, 2 мелочные лавки. В этот период земельный надел сельской общины составлял 571,9 десятин.
До 1920 село входило в Урахчинскую волость Лаишевского уезда Казанской губернии. С 1920 года в составе Лаишевского кантона Татарской АССР. С 1927 года в Рыбно-Слободском районе, с 01.02.1963 в Пестречинском районе. В 1965 году вновь включено в состав Рыбно-Слободского района.

## Население
| 1782      | 1859 | 1897 | 1908 | 1920 | 1926 | 1938 | 1949 | 1958 | 1970 | 1989 | 2000 | 2010 |
| --------- | ---- | ---- | ---- | ---- | ---- | ---- | ---- | ---- | ---- | ---- | ---- | ---- |
| 188(муж.) | 656  | 726  | 933  | 760  | 889  | 603  | 482  | 354  | 288  | 369  | 347  | 352  |

## Достопримечательности
Михаило-Архангельская церковь (1840 год). Представляет собой кирпичный храм, возведенный на средства помещицы Е. А. Безобразовой. Относится к церквям с осевой композицией. Образец культовой архитектуры в стиле ампир.